# 1930 dans les chemins de fer
Chronologie des chemins de fer
1929 dans les chemins de fer - 1930 - 1931 dans les chemins de fer

## Évènements

### Janvier
- 1er janvier, France : les lignes A et B du Nord-Sud deviennent respectivement lignes 12 et 13 de la CMP (métro de Paris).

### Février
- 15 février, France : ouverture de la section Odéon - Place d'Italie de la ligne 10 du métro de Paris.

### Mars
- 7 mars, France : ouverture de la section Place d'Italie - Porte de Choisy de la ligne 10 du métro de Paris.

### Juin
- 3 juin, France : ouverture de la section Pont Marie - Pont Sully de la ligne 10 du métro de Paris.

### Octobre
- 15 octobre, France : la station Gare d'Orléans du métro de Paris change de nom et devient Gare d'Orléans - Austerlitz.